# Terabit
En Terabit er en afledt enhed for information eller computerlager.
Sprogbrugen for computerlager er desværre ikke konsekvent.  Terabit bruges derfor på to måder:
- 1 Terabit = 1012 bit = 1 000 000 000 000 bit eller 1,000 gigabit
- 1 Terabit = 240 bit = 1 099 511 627 776 bit eller 1024 gigabit

For at løse denne forvirring i anvendelsen af binære præfikser har International Electrotechnical Commission (IEC) foreslået nye ord for binære præfikser, således at 1 Tebibit = 240 bit.  Denne sprogbrug har dog (endnu) ikke vundet udbredelse.
Gigabit << Terabit << Petabit